# Wilhelm Heinrich Ackermann

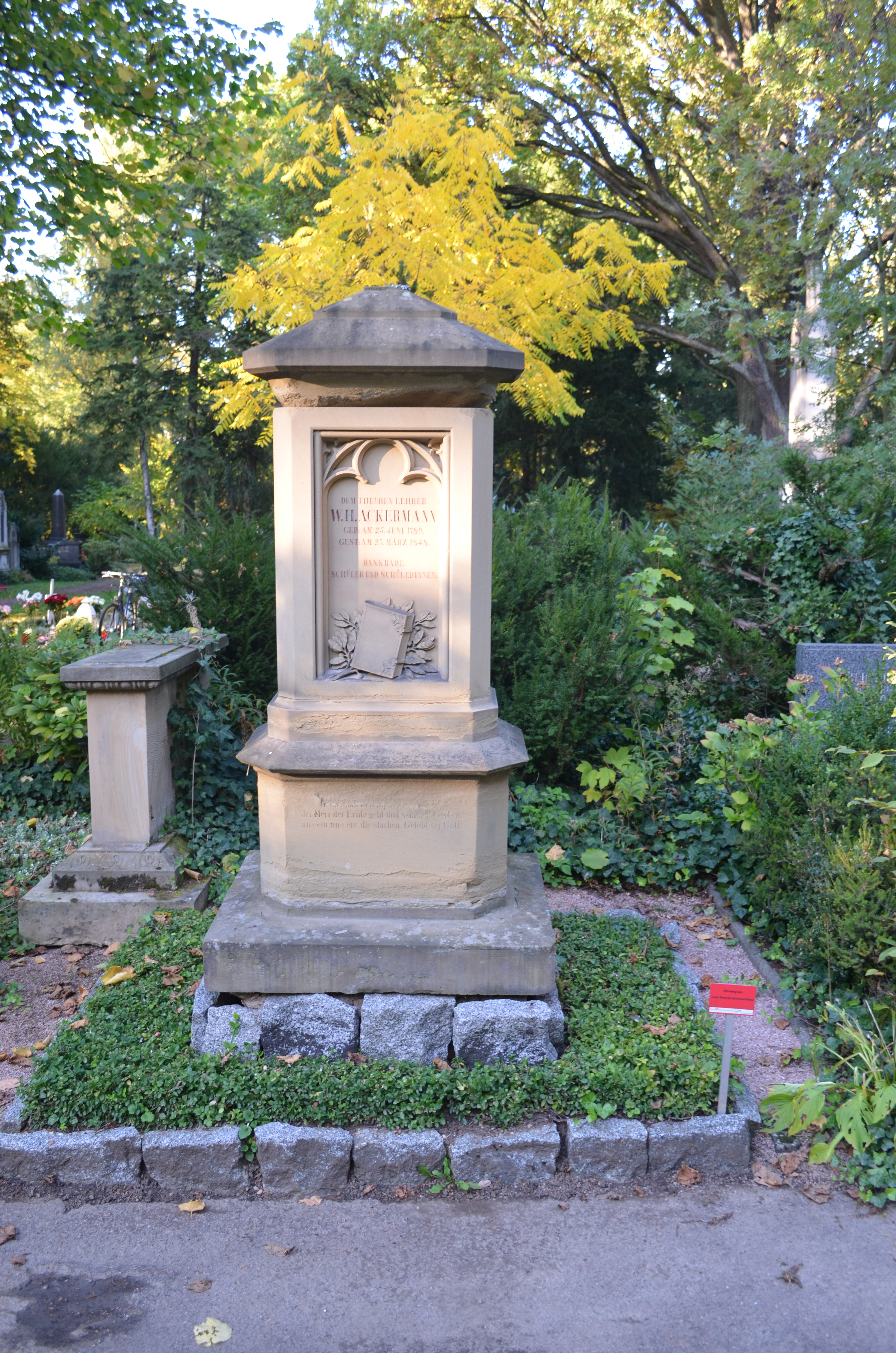
Grab von Wilhelm Heinrich Ackermann

Wilhelm Heinrich Ackermann (* 25. Juni 1789 in Auerbach/Vogtl.; † 27. März 1848 in Frankfurt am Main) war ein deutscher Lehrer.

## Leben
Ackermann war Sohn eines Pfarrers und besuchte das Gymnasium in Gotha. 1807 begann er ein Theologiestudium in Leipzig. Gleichzeitig wurde er auf Vermittlung seines in London lebenden Onkels Rudolph Ackermann Hauslehrer für einige junge Engländer. Dadurch fühlte er sich zum Lehrer berufen und studierte 1811 bis 1813 zwei Jahre bei Johann Heinrich Pestalozzi.
Während der Freiheitskriege 1813 trat er als Freiwilliger in das Lützowsche Freikorps ein und nahm an allen Kämpfen des Korps bis zum Einzug in Paris teil. Im Kampf an der Göhrde eroberte er am 16. September 1813 eine Kanone und wurde daraufhin mit dem Eisernen Kreuz ausgezeichnet. Zu seinen Freunden gehörte der am 26. August 1813 gefallene Theodor Körner, dem er mit drei Kameraden unter einer Eiche in Wöbbelin das Grab grub.
Nach Ende des Krieges nahm er seine Tätigkeit als Lehrer an verschiedenen Orten wieder auf, unter anderem erneut bei Pestalozzi in Yverdon-les-Bains. 1819 kam er nach Frankfurt am Main und wurde 1820 Lehrer für Deutsch und Geschichte an der Musterschule, wo er bis zu seiner Pensionierung Ende 1847 blieb.
Ackermann starb am 27. März 1848. Sein Grab befindet sich auf dem Frankfurter Hauptfriedhof (Gewann E 69) und ist ein Ehrengrab. Nach Ackermann sind eine Straße und eine Grundschule in Frankfurt-Gallus benannt.

## Schriften
- Erinnerungen aus meinem Leben bei Pestalozzi, mitgetheilt den 12. Januar 1846 an seinem hundertjährigen Geburtsfeste in Frankfurt am Main Frankfurt am Main, Jäger, 1846.
- Erinnerungen eines Lützower Jägers aus der Lüneburger Haide in: Erinnerungen aus den Freiheitskriegen, 1813 und 1814, Teil 1, Frankfurt am Main, Hermann, 1847.
- Das Geschwisterpaar unter der Eiche bei Wöbbelin in: Erinnerungen aus den Freiheitskriegen, 1813 und 1814, Teil 1, Frankfurt am Main, Hermann, 1847.